# Nikolaj Joedenitsj

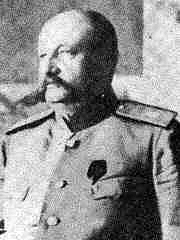
Nikolaj Joedenitsj

Nikolaj Nikolajevitsj Joedenitsj (Russisch: Николай Николаевич Юденич) (Moskou, 30 juli 1862 – Saint-Laurent-du-Var, 5 oktober 1933), was de meest succesvolle generaal van het Russische Keizerlijke Leger gedurende de Eerste Wereldoorlog. Later werd hij een van de leiders van de tegenrevolutie in Noordwestelijk Rusland gedurende de Russische Burgeroorlog van 1918 tot 1920.

## Leven

### Vroege carrière
Joedenitsj werd geboren in een adellijke familie in Moskou. Hij studeerde af aan de Militaire Officiersacademie van Aleksandr in 1881 en de Generale-Stafacademie in 1887. Tijdens de Russisch-Japanse Oorlog van 1904 tot 1905 had hij het bevel over een regiment. Hij werd in 1912 benoemd tot chef-staf van het militaire district van Kazan en in 1913 tot chef-staf van het militaire district van de Kaukasus.

### Kaukasuscampagne
Aan het begin van de Eerste Wereldoorlog in de Kaukasus werd Joedenitsj benoemd tot chef-staf van het Russische Kaukasusleger, tijdens welke hij de Slag om Sarikamis won tegen de Ottomaanse bevelhebber Enver Pasja.
In januari 1915 werd hij benoemd tot bevelhebber over het Russische Kaukasusleger, waarmee hij generaal Vorontsov-Dasjkov verving. Joedenitsj probeerde de Ottomaanse nederlaag uit te buiten door een offensief te startten in Ottomaans Oost-Anatolië, meer specifiek om het Vanmeer. De Russen wisten Van te veroveren in mei 1915, maar werden gedwongen zich terug te trekken uit de stad twee maanden later toen de Ottomanen het innamen in augustus. In die periode werd groothertog Nicolaas afgezet als bevelhebber over alle legers van het Russische Rijk en aangesteld over de Kaukasus. Generaal Joedenitsj kreeg van hem de vrijheid om te doen naar eigen goeddunken en deze heroverde daarop Van in september. Wederzijdse gevechten in dit gebied sleepten zich voort in de daaropvolgende 14 maanden, zonder een daadwerkelijk resultaat voor een van beide zijden.
In 1916 startte Joedenits met een offensief, dat succesvol verliep en waarbij hij de Slag om Erzurum won en de stad Trapezund veroverde. In de zomer van dat jaar wisten zijn legers, ondanks de aanwezigheid van de Turkse generaal Mustafa Kemal, een Ottomaanse tegenaanval af te slaan tijdens de Slag om Erzincan.
Na de Februarirevolutie in 1917 liet de Voorlopige Regering Joedenitsj afzetten uit zijn positie in de Kaukasus en stuurde hem in maart naar het onbelangrijke Centraal-Aziatische front. Een maand later nam hij ontslag uit het leger.

### Russische Burgeroorlog
Een jaar na de Oktoberrevolutie emigreerde Joedenitsj naar Frankrijk en later naar Estland. In juli 1919 nam hij deel aan de Russische Burgeroorlog als bevelhebber over het Noordwestelijke Witte Leger. Hij werd ook lid van de contra-revolutionaire Noordwestelijke "overheid", dat werd gevormd met hulp van de Britten.
De daaropvolgende drie maanden organiseerde en trainde Joedenitsj zijn leger. Hiervoor kreeg hij hulpgelden van de Britse regering. Uiteindelijk had Joedenitsj de beschikking over een redelijk goed getraind leger van ongeveer 20.000 man. In begin oktober 1919 trok Joedenitsj met zijn leger op naar Petrograd. Doordat de bolsjewistische troepen actief waren op verschillende andere fronten (tegen Koltsjaks legers in Siberië en tegen verscheidene kozakkenlegers in Oekraïne), waren er slechts weinig eenheden die Joedenitsj scheiden van Petrograd. Joedenitsj' vriend uit het Keizerlijke Russische Leger Mannerheim vroeg de president van Finland, Ståhlberg, om Joedenitsj leger te steunen en Petrograd gezamenlijk met Joedenitsj' legers aan te vallen. De Witte overheid zou dan de onafhankelijkheid van Finland erkennen en de Finse relaties met de Triple Entente zouden worden erkend. President Stålhberg weigerde echter en Joedenitsj leger viel daarop Petrograd alleen aan.
Op 19 oktober 1919 bereikten zijn troepen de randen van de stad. Opdat moment was het belangrijkste bolsjewistische leiderschap in Moskou voorbereid om Petrograd te laten vallen, maar Trotski ging hier niet mee akkoord. Trotski trok daarop naar Petrograd en regelde persoonlijk de verdediging van de stad. Fabrieksarbeiders kregen wapens uitgereikt en werden uitgestuurd om Joedenitsj leger aan te vallen. De aanval van Joedenitsj mislukte daarop en op 1 november begon hij zich terug te trekken met zijn leger.

### Laatste jaren
Zijn troepen vluchtten naar Estland, waar ze akkoord gingen met hun ontwapening. In 1920 werden zijn troepen door Britse schepen geëvacueerd uit Estland. Joedenitsj ging naar Frankrijk. In de laatste 13 jaren van zijn leven speelde hij geen belangrijke rol meer onder de Witte Leger émigrés. Hij stierf in Saint-Laurent-du-Var, in de buurt van Nice op 71-jarige leeftijd.